# Хенриета Суон Ливит
Хенриета Суон Ливит (на английски: Henrietta Swan Leavitt) е американска астрономка, известна с откриването на връзката между светимостта и периода на цефеидите. Завършва Радклиф колидж, и започва да работи в обсерваторията на Харвардския колеж като „човешки компютър“ през 1893 г., където се занимава с каталогизиране на звездите по яркост от фотографски плаки. Макар и да получава слабо признание приживе, приносите ѝ в астрономията са значителни. С връзката период-светимост на цефеидите (закон на Ливит) за пръв път е измерено разстоянието между Земята и друга галактика.
След смъртта на Ливит, Едуин Хъбъл използва връзката светимост–период, съчетани със спектрални измервания на неговия колега от обсерваторията Лоуел Весто Слайфер, за откриването на разширението на Вселената (виж закон на Хъбъл).

## Ранни години и образование
Хенриета Суон Ливит е дъщеря на пастора от Конгрегационната църква Розуел Ливит и съпругата му Хенриета Суон (Кендрик), родена в Ланкастър, щата Масачузетс. Тя е потомък на дякона и шивач Джон Ливит, английски пуритан, който се установява в колонията Масачузетс бей в началото на XVII век.
Тя учи в Оберлин колидж и завършва Радклиф колидж, който тогава се нарича Общество за колегиално обучение на жени, където получава бакалавърска степен през 1892 г. Тя получава широко образование, с курсове по старогръцки, изкуства, философия, аналитична геометрия и математически анализ. Едва през четвъртата година тя следва курс по астрономия, който завършва с оценка А−.:с. 27 След това тя пътешества в Америка и в Европа, по време на което тя и изгубва слуха си.

## Кариера
През 1892 г. тя завършва Радклиф колидж, тогава известен като Общество за колегиално обучение на жени.
През 1893 г. започва работа с цел да получи магистърска степен по астрономия в обсерваторията на Харвардския колеж; която тя така и не завършва. В обсерваторията на Харвардския колеж тя започва да работи като една от жените човешки компютри, наети от Едуард Пикеринг да измерват яркостта и да каталогизират звездите по фотографските плаки на обсерваторията (в началото на 20 век на жени не се позволява да работят на телескопи). Първоначално Ливит се самоиздържа, по-късно започва да получава заплата от 30 цента на час за работата си.:с. 32 Бележките за нея я описват като „трудолюбива, сериозна… без да се впуска във фриволности и самоотвержено отдадена на семейството си, църквата и кариерата“ 
Пикеринг дава на Ливит да изучава променливите звезди, т.е. звезди, чиято светимост се променя с времето. Според Джереми Бърнщайн, „променливите звезди са били обект на интерес от години, но когато тя е изследвала тези плаки, аз се съмнявам Пикеринг да е мислел, че тя ще направи значително откритие − такова, което да промени астрономията.“ Ливит изучава хиляди звезди от Магелановите облаци. През 1908 г. тя публикува резултатите от тези наблюдения в Аналите на астрономическа обсерваторията на Харвардския колеж. При тези наблюдения тя открива, че колкото по-ярка е звездата, толкова по-дълъг ѝ е периодът. След по-задълбочени изследвания през 1912 г. тя потвърждава резултата, както и че връзката е много силна и предсказуема.
Ливит прави опростяващата хипотеза, че всички звезди от Магелановите облаци са приблизително на едно и също разстояние, така че тяхната светимост може да бъде изчислена от тяхната видима звездна величина (която се измерва директно на плаките) и разстоянието до съответния магеланов облак. „Тъй като променливите най-вероятно са на почти едно и също разстояние от Земята, техните периоди видимо са свързани с техните светимости, които се определят от техните маси, плътности и повърхностни яркости“, четем в оригиналната статия на Ливит.
Това откритие, което идва след изучаване на 1777 променливи звезди от фотографските плаки, става известно като „зависимост период-светимост“ или „закон на Ливит“. Така логаритъмът на периода е право пропорционален на логаритъма на светимостта на звездата. 

## Влияние
Връзката период−светимост прави от цефеидите „стандартни свещи“ в астрономията, и това позволява на астрономите да изчисляват разстояния до галактики, за които измервания на паралакса не могат да бъдат извършени. Година след като Ливит публикува резултатите си, Ейнар Херцшпрунг измерва разстоянията до няколко цефеиди в центъра на Млечния път и с тази калибровка, и закона на Ливит, с голяма точност може да бъде изчислено разстоянието до коя да е цефеида. 
Скоро цефеиди са открити и в други галактики, като Андромеда (от Едуин Хъбъл, през 1923 – 1924 г.), и измерването на разстоянията до тях е важна съставна част от доказателството, че „спиралните мъглявини“ са други галактики, разположени далеч извън Млечния път. Тези развития карат Харлоу Шапли да измести Слънцето от центъра на галактиката в представите от времето, в рамките на тогавашния „Голям дебат“, а Едуин Хъбъл за измести галактиката от центъра на нашата Вселена. Така откритието на Ливит променя завинаги представата ни за Вселената.
Хъбъл често е заявявал, че Ливит заслужава Нобелова награда за работата си. 
Въпреки че е работила само за 10,50 долара на седмица, откритието на Ливит за измерване на разстояния на галактичен мащаб открива пътя на съвременната астрономия за разбиране на структурата и мащаба на Вселената.

## Болест и смърт
Ливит работи спорадично в Харвард, често държана настрана от здравословни проблеми и семейни задължения. Болест, която я сполетява след като завършва Радклиф, я прави постепенно глуха. През 1921 г., когато Харлоу Шейпли поема поста директор на обсерваторията, тя става ръководител на отдела по звездна фотометрия. Към края на годината тя умира от рак и е погребана в семейния парцел на гробището Кеймбридж, Масачузетс.:с. 89
Ливит е членувала във Фи-бета-капа, Американската Асоциация на университетските жени, Американското астрономическо и астрофизическо дружество, Американската асоциация за насърчаване на науката, и е била почетен член на Американската асоциация на наблюдателите на променливи звезди. Нейната ранна смърт е трагедия за колегите, по професионални и лични причини. В нейния некролог Солън Бейли пише „Тя имаше способността да оценява всичко значимо и обично в другите, беше толкова лъчезарна, че за нея всичко в живота бе красиво и пълно със смисъл“:с. 28

## Награди и отличия
- На нея е наречен астероида 5383 Ливит и кратера Ливит на Луната, в чест на нея и на всички глухонеми, работили като астрономи.[9]

## Книги
Лорън Гандерсон пише Тихото небе, биография на Ливит от приемането ѝ в Харвард до нейната смърт.
Джордж Джонсън, автор на биографията Звездите на госпожица Ливит.
Робърт Берли пише биографията Погледни нагоре!: Хенриета Ливит, жена пионерка в астрономията за по-младата аудитория (4 – 8 години).